# ژولیان فوشار
ژولیان فوشار (فرانسوی: Julien Fouchard‎؛ زادهٔ ۲۰ ژوئن ۱۹۸۶) دوچرخه‌سوار اهل فرانسه است.